# Crónica de Zuqnin

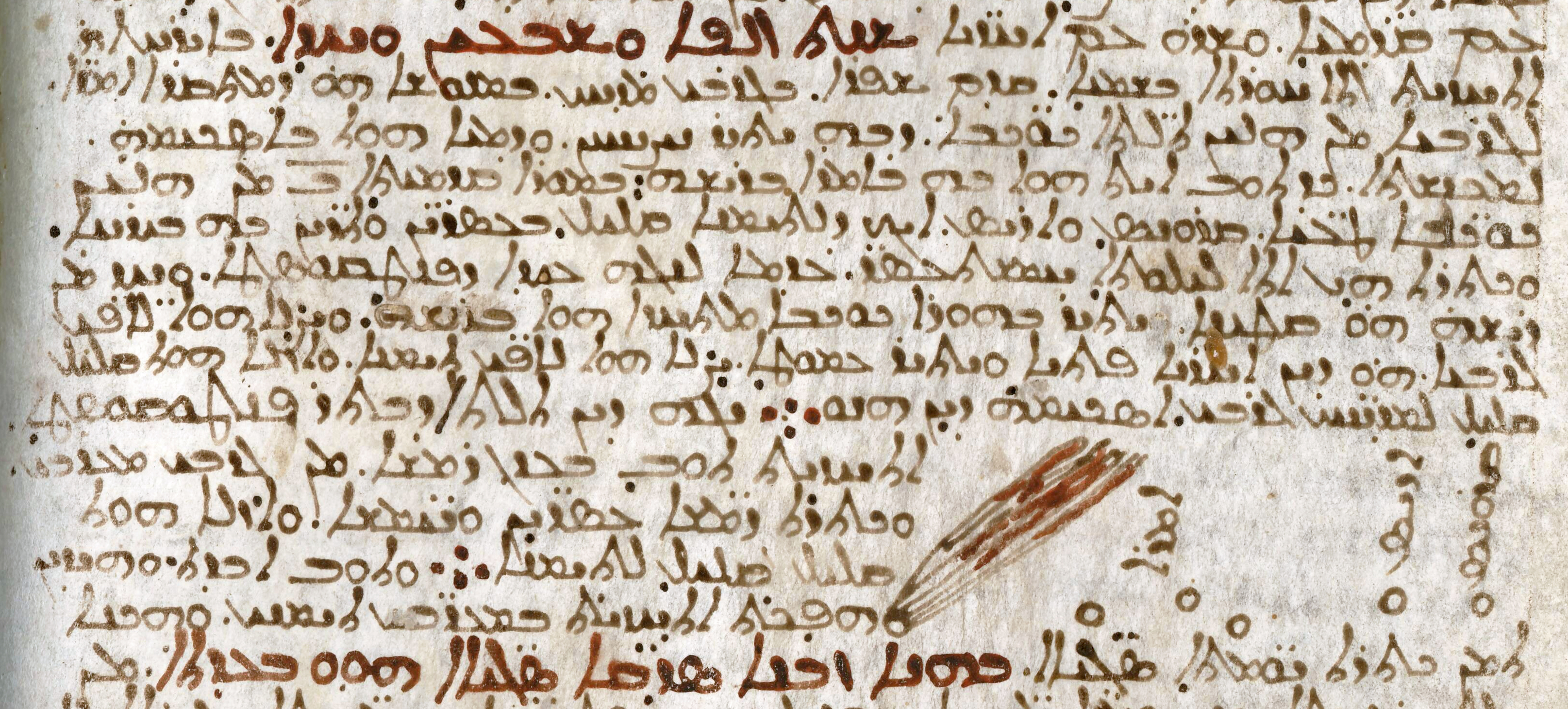
Crónica de Zuqnin. Fragmento de la crónica en el que se muestra un dibujo del cometa Halley

La Crónica de Zuqnin es una crónica medieval redactada en siríaco, que documenta los sucesos desde la Creación hasta el año 775 d. C., usando una amplia gama de fuentes literarias, incluyendo desastres naturales y fluctuaciones en los precios de los bienes en los mercados locales. Esta crónica se preserva en una única copia manuscrita actualmente custodiada en el Vaticano.

## Origen
La existencia de esta crónica se conoce gracias a un manuscrito singular, el Vat. syr. 162, hallado en 1715 por Giuseppe Simone Assemani en la biblioteca del monasterio de Santa María de los Sirios, ubicado en el desierto de Nitria en Egipto. Se cree que fue compuesta en el Monasterio de Zuqnin, próximo a Amida (hoy día, la ciudad turca de Diyarbakır), a orillas del alto Tigris. Assemani inicialmente la atribuyó a Dionisio I de Tell Mahreh, otro cronista siríaco de finales del siglo VIII, lo que llevó a que algunos eruditos se refirieran a ella como Crónica de Pseudo-Dionisio. Sin embargo, estudios posteriores realizados por Chabot, Theodor Nöldeke, y Nau, concluyeron que Assemani estaba equivocado y que la mayoría de la crónica era en realidad el trabajo de un autor anterior, muy probablemente José el Estilita de Zuqnin, cuyo nombre aparece en el colofón del siglo IX de un manuscrito que contiene la obra.

## Contenido
La crónica se divide en cuatro partes. La primera parte, que se extiende hasta el reinado de Constantino el Grande, es en su mayoría un resumen de la Crónica de Eusebio de Cesarea, enriquecida con elementos de la Cueva de los Tesoros (una colección de tradiciones legendarias sobre la historia bíblica datada en el siglo VI), la Crónica de Edesa y la Leyenda de los Siete Durmientes de Éfeso. La segunda sección cubre el periodo hasta Justino II; inicia con un resumen de la Historia Eclesiástica de Sócrates de Constantinopla hasta el año 438, y posteriormente se apoya en las Pleroforias de Juan Rufo, obispo monofisita. La tercera parte (488-571) parece ser la continuación de otra historia eclesiástica, específicamente la de Juan de Éfeso, posiblemente algo condensada y con omisiones, e inicia con la Crónica de José el Estilita, presumiblemente ya incorporada por Juan de Éfeso. La cuarta y última parte es un trabajo original del autor, narrando sucesos desde octubre de 586 hasta septiembre de 775, fecha que parece indicar el momento de su redacción. Ofrece una descripción detallada de la vida de las comunidades cristianas en Oriente Medio, abarcando áreas de Siria, Mesopotamia, Palestina y Egipto, durante y después de la conquista musulmana.
El autor, considerado un historiador aficionado, pretendía ofrecer una instrucción moral más que una historia en el sentido estricto. Su trabajo, al depender en gran medida de fuentes previas, ha sido objeto de críticas por plagio. No obstante, parece haber relatado con honestidad. En parte debido a esta intención moralizante, frecuentemente se describen presagios en la crónica. Entre sus inclusiones notables, se encuentra un dibujo del Cometa Halley observado en 760, así como ilustraciones de auroras boreales en 771/772 y junio de 773.
Además, la Crónica ofrece valiosa información histórica sobre las comunidades cristianas del Oriente Próximo y sus interacciones con las autoridades musulmanas locales. Incluye también observaciones sobre la cultura local, lenguajes y diversos pueblos. Al hablar de su propia gente, el autor utiliza el término Suryaye (siríacos) y Aramaye (arameos) de manera intercambiable, definiéndolos como "hijos de Aram", o "niños de Aram".
En este texto, bajo la influencia del simbolismo bíblico, la designación Asirios se emplea de manera metafórica para referirse a los árabes musulmanes, quienes, como conquistadores y gobernantes de la región, son descritos utilizando un amplio rango de referencias bíblicas que evocan la enemistad histórica entre los antiguos hebreos y los asirios, un tema recurrente en varias crónicas medievales según señala Amir Harrak.